# Weyprechtglaciären
Weyprechtglaciären (norska: Weyprechtbreen) är en glaciär på ön Jan Mayen i Nordatlanten. Den täcker toppen och den 1,4 kilometer breda och 200 meter djupa kratern på den aktiva vulkanen Beerenberg och rör sig mot nordväst tills den kalvar i havet.
Den har en yta på cirka 9 kvadratkilometer och uppkallades efter den tyska polarfararen Carl Weyprecht av den norske meteorologen Henrik Mohn.